# B.J. Crosby
B.J. Crosby (New Orleans, 23 novembre 1952 – New Orleans, 27 marzo 2015) è stata un'attrice e cantante statunitense.
È nota soprattutto come interprete di musical a Broadway e a Londra. Per la sua performance in Smokey Joe's Cafe a Broadway (1995) e Londra (1996) è stata candidata alla Tony Award alla miglior attrice non protagonista in un musical e al Laurence Olivier Award alla migliore attrice in un musical. Ha recitato anche in altri musical, tra cui Dreamgirls (tour statunitense, 1997), Chicago (Broadway, 2000) e The Best Little Whorehouse in Texas (Casa Manana, 2001).